# Der lebende Leichnam (1981)
Der lebende Leichnam ist ein deutscher Fernsehfilm des Bayerischen Rundfunks aus dem Jahr 1981 nach dem gleichnamigen Drama von Lew Tolstoi.

## Handlung
Russland zur Zarenzeit: Lisa lebt getrennt von ihrem Mann Fedja, der zu viel trinkt, sein Geld verschwendet und sich mit Zigeunern herumtreibt. Ihre Mutter drängt auf eine Scheidung, zumal ihr Jugendfreund Wiktor Karenin, ein wohlanständiger und wohlhabender Mann, sie wohl liebt und sie zur Frau nehmen würde. Lisas Schwester Sascha rät ihr hingegen, Fedja zu behalten. Auch Wiktors Mutter ist gegen eine Heirat, da eine geschiedene Frau ihres ehrenhaften Sohnes nicht würdig wäre.
Lisa schickt ausgerechnet Wiktor mit einem Brief zu Fedja, in dem sie ihn bittet, zu ihr zurückzukehren. Fedja weigert sich aber. Er will auf Lisa verzichten, da er von der Liebe zwischen ihr und Wiktor weiß und ihrem Glück nicht im Weg stehen will. Zudem hat das Zigeunermädchen Mascha sich in Fedja verliebt, deren Eltern sind jedoch gegen die Verbindung, da er kein Geld mehr hat. Eine offizielle Scheidung zögert Fedja hinaus, da diese einen teuren und langwierigen kirchlichen Prozess voraussetzen würde, in dem Fedja die alleinige Schuld am Scheitern der Ehe auf sich nehmen müsste.
Fedja will sich umbringen, einen Abschiedsbrief an Lisa hat er schon geschrieben, doch dann kann er es doch nicht tun. Mascha hat die Idee, den Brief trotzdem abzuschicken und so Fedjas Suizid vorzutäuschen. Seine Kleider und Papieren werfen sie in einen Fluss, damit man einen Tod durch Ertrinken vermuten würde.
Fedjas sozialer Abstieg geht weiter, er versinkt immer mehr in Alkohol und Selbstmitleid, auch die Beziehung zu Mascha hat nicht gehalten. Als er in einer Kneipe nach einer Rangelei mit einem anderen Gast von der Polizei festgenommen wird, fliegt seine Existenz als „lebender Leichnam“ auf: Wiktor, Lisa und Fedja müssen vor einem Untersuchungsrichter wegen des Vorwurfs der Bigamie aussagen. Man glaubt Wiktor und Lisa nicht, dass sie bei ihrer Heirat nichts davon wussten, dass Fedja noch lebte. Als es zu einem Prozess kommt und Fedja erfährt, dass auch im Fall eines Freispruchs Lisas zweite Ehe annulliert werden würde, sie also immer noch an ihn gebunden wäre, erschießt er sich vor dem Gerichtssaal, um sie endgültig freizugeben.

## Produktion
Der Film wurde 1981 vom Bayerischen Rundfunk produziert und am 26. Juni 1981 in der ARD zum ersten Mal ausgestrahlt. Es gab bereits mehrere frühere Film-Adaptionen des Dramas.